# Lepidodexia olmaba
Lepidodexia olmaba är en tvåvingeart som beskrevs av Clement Samuel Brimley 1927. Lepidodexia olmaba ingår i släktet Lepidodexia och familjen köttflugor. Inga underarter finns listade i Catalogue of Life.